# Cyril Clarke
Sir Cyril Astley Clarke KBE (* 22. August 1907 in Leicester; † 21. November 2000 in West Kirby, Merseyside) war ein britischer Arzt, Genetiker und Lepidopterologe (Schmetterlingsforscher). Clarke ist vor allem dafür bekannt, eine Methode zur Vorbeugung des Morbus haemolyticus neonatorum bei Rhesus-Inkompatibilität entwickelt zu haben.

## Leben und Wirken
Clarkes Vater und Großvater waren Ärzte in Leicester, sein Vater, Astley Vavasour Clarke gehörte zu den Gründungsmitgliedern der Leicester University und war Stadtrat von Leicester. Als Kind begann Cyril Clarke Schmetterlinge zu sammeln.
Nach einem kurzen Aufenthalt 1926 an der Universität Straßburg ging Clarke an das Caius College der Universität Cambridge, wo er 1929 einen Abschluss in Naturwissenschaften erwarb. Anschließend studierte er bis 1936 Medizin an der Guy’s Hospital Medical School des King’s College London. 1934 heiratete er Frieda M. M. Hart († 1998); das Paar hatte drei Söhne. Nach kurzer Tätigkeit als Assistenzarzt arbeitete Clarke bis 1939 für eine Lebensversicherung, erwarb aber 1937 den M.D. an der Universität Cambridge. Während des Zweiten Weltkriegs diente er als Militärarzt in der Royal Navy. Nach dem Krieg arbeitete er kurz am Queen Elizabeth Hospital in Birmingham, bevor er 1946 als Oberarzt an das David Lewis Northern Hospital in Liverpool ging.

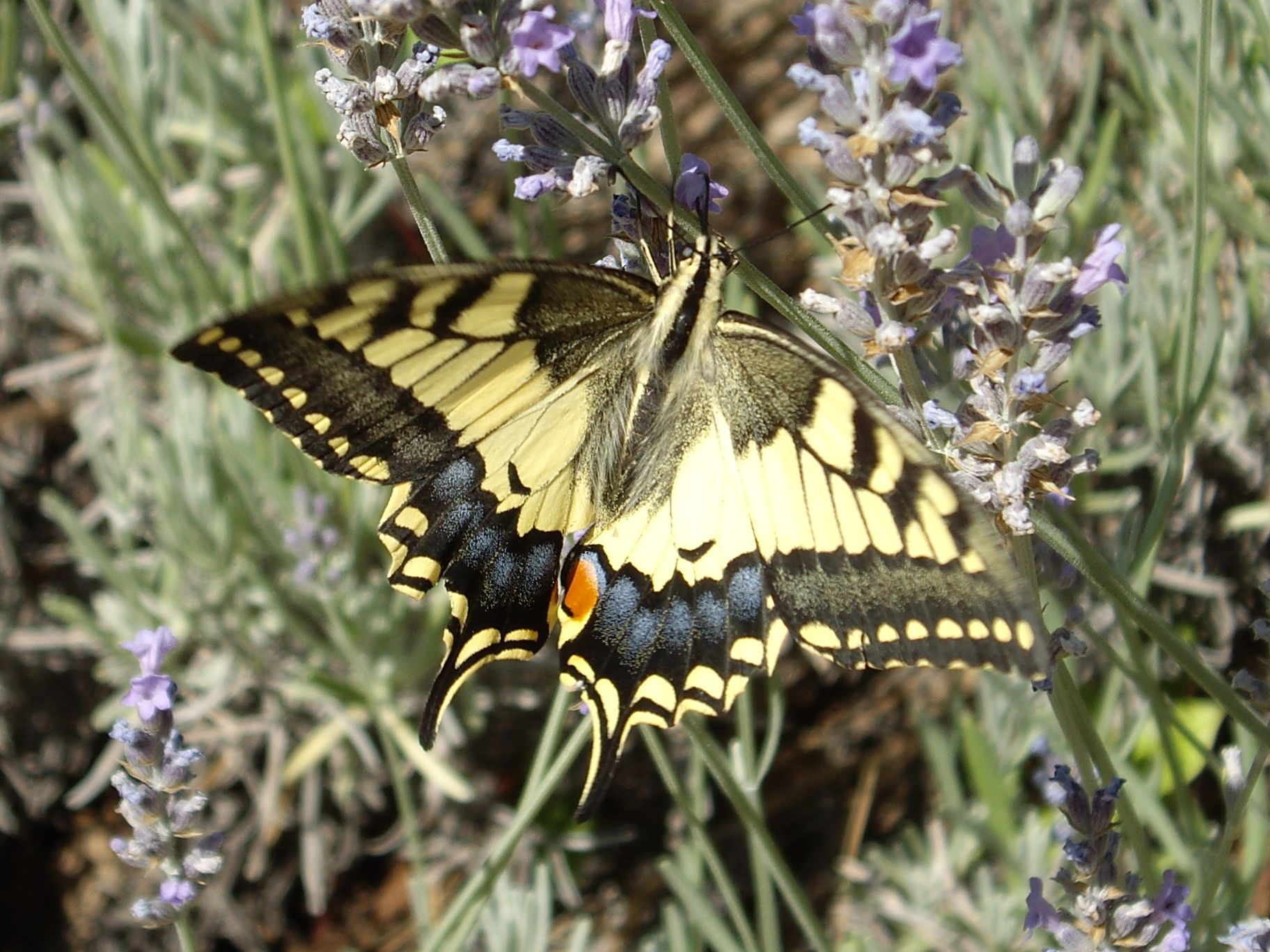
Papilio machaon

In seiner Freizeit beschäftigte sich Clarke mit Schmetterlingskunde. In seinem Gewächshaus entwickelten Clarke und seine Frau eine Methode, um Papilio machaon in Gefangenschaft zu vermehren. Durch Kreuzungsexperimente zwischen dem europäischen P. machaon und dem nordamerikanischen Papilio polyxenes konnte Clarke zeigen, dass sich beide Arten nur in einem einzigen Gen unterscheiden. Ab 1952 arbeitete er mit dem Genetiker Philip Sheppard (1921–1976) zusammen. Gemeinsam veröffentlichten sie zur Genetik der Schwalbenschwänze (Papilioninae) und ihrer Mimikry. Clarke kooperierte außerdem mit Genetikern wie Miriam Rothschild oder Neville Marsh. Weitere wichtige Arbeiten Clarkes befassten sich mit dem Industriemelanismus von Biston betularia, dem Birkenspanner.
Ab Anfang der 1950er Jahre begann Clarke, sich mit Humangenetik zu beschäftigen. Zunächst unternahm er populationsgenetische Studien in der Umgebung von Liverpool zum Zusammenhang zwischen Blutgruppen des AB0-Systems, der Bildung von Antikörpern gegen andere Blutgruppenmerkmale und der Häufigkeit von Erkrankungen wie dem Zwölffingerdarmgeschwür. Später befasste sich Clarke mit Blutgruppeninkompatibilitäten zwischen Mutter und ungeborenem Kind, die zum Morbus haemolyticus neonatorum führen, insbesondere der Rhesus-Inkompatibilität. Ausgehend von der Entdeckung, dass bei einer Inkompatibilität im AB0-System fast nie kindliche Erythrozyten (rote Blutkörperchen) im mütterlichen Blut nachweisbar sind, sonst aber in etwa 12 % der Fälle, entwickelte Clarke mit Ronald Finn (seinem Doktoranden) folgendes Konzept: Durch Gabe von Rhesus-Antikörpern (Anti-D-Immunglobulin) an Rhesus-negative Mütter im Zusammenhang von Geburt und anderen Ereignissen, bei denen kindliche Erythrozyten in den mütterlichen Kreislauf übertreten können, werden diese kindlichen Erythrozyten eliminiert, bevor die Mutter eigene Antikörper bildet, die bei einer folgenden Schwangerschaft auf den Fetus übertreten und eine Hämolyse auslösen können. Unabhängig entwickelten diese Methode Vincent J. Freda, John G. Gorman und William Pollack in den USA. Durch die Anwendung dieser Anti-D-Prophylaxe sank die Rate von Todesfällen durch Rhesus-Inkompatibilitäten von 18,4/10.000 Geburten (1977) auf 1,3/10.000 Geburten (1992). Spätere Arbeiten Clarkes befassten sich mit der familiären Form von Speiseröhrenkrebs, mit Spina bifida, mit Asthma, mit Schizophrenie oder mit Langlebigkeit.
1958 erhielt Clarke eine Stellung als Dozent an der Universität Liverpool und 1965 eine Professur. Mit Hilfe der Nuffield Foundation gründete er 1963 das Nuffield Institute of Medical Genetics, das sich zu einem Zentrum der jungen Humangenetik im Vereinigten Königreich entwickelte. 1972 wurde Clarke emeritiert. Von 1970 bis 1985 war er Herausgeber der wissenschaftlichen Fachzeitschrift Journal of Medical Genetics. Von 1972 bis 1977 übernahm er die Präsidentschaft des Royal College of Physicians, diente dem College aber in den Folgejahren noch in verschiedenen Funktionen, darunter als Direktor der Forschungsabteilung (1983–1988).
Von 1991 bis 1993 war er Präsident der Royal Entomological Society of London.

## Auszeichnungen (Auswahl)
- 1969: Commander of the Order of the British Empire (CBE)[2]
- 1970: Fellow der Royal Society[3]
- 1974: Knight Commander of the Order of the British Empire (KBE)[2]
- 1977: Gairdner Foundation International Award[4]
- 1980: Albert Lasker Clinical Medical Research Award[5]
- 1981: Linné-Medaille
- 1981: InBev-Baillet Latour Health Prize
- 1990: Buchanan Medal der Royal Society[6]

- Ehrendoktorate folgender Universitäten: Universität Leicester (1971), Universität Edinburgh (1971), University of East Anglia (1973), Universität Birmingham (1974), Universität Liverpool (1974), Universität Sussex (1974), Caius College (Universität Cambridge, Ehrenmitglied 1974), Universität Hull (1977), Universität Wales (1979), Universität London (1980)

## Schriften (Auswahl)
- Prevention of Rh-haemolytic disease. In: British Medical Journal. 4, 1967, S. 7–12, doi:10.1136/bmj.4.5570.7
- Humangenetik und Medizin. Teubner, Stuttgart 1980, ISBN 3-519-03610-X.